# William Kaelin jr.
William (Bill) George Kaelin jr. (New York, 23 november 1957) is een Amerikaans hoogleraar in de geneeskunde aan de Harvard-universiteit en het Dana–Farber Cancer Institute. In 2019 kreeg hij samen met Peter J. Ratcliffe en Gregg L. Semenza de Nobelprijs voor Fysiologie of Geneeskunde voor hun ontdekkingen van hoe cellen voelen en zich aanpassen aan de beschikbaarheid van zuurstof.

## Biografie
William Kaelin werd geboren in 1957 in de stad New York. Hij verkreeg een bachelorgraad in de wis- en scheikunde aan de Duke-universiteit alwaar hij ook in 1982 zijn mastergraad behaalde. Zijn studie interne geneeskunde volgde hij aan de Johns Hopkins-universiteit en oncologie aan het Dana-Farber Cancer Institute (DFCI) in Boston, Massachusetts.
Hoewel hij aanvankelijk besloten had dat onderzoek doen niet zijn ding was voerde hij aan het DFCI onderzoek uit in het laboratorium van David Livingston, waar hij voldoening vond in het bestuderen van retinoblastoom. In 1992 richtte hij eigen laboratorium in aan het DFCI waar hij onderzoek deed naar erfelijke vormen van kanker, zoals de ziekte van Von Hippel-Lindau. In 2002 werd hij benoemd tot hoogleraar aan de Harvard Medical School.
In 2008 werd hij Assistent Director of Basic Science aan het Dana-Farber/Harvard Cancer Center. Zijn focus ligt op het begrijpelijk maken van de rol van mutaties in tumoren-onderdrukkende genen in kankeronderzoek.

## Werk

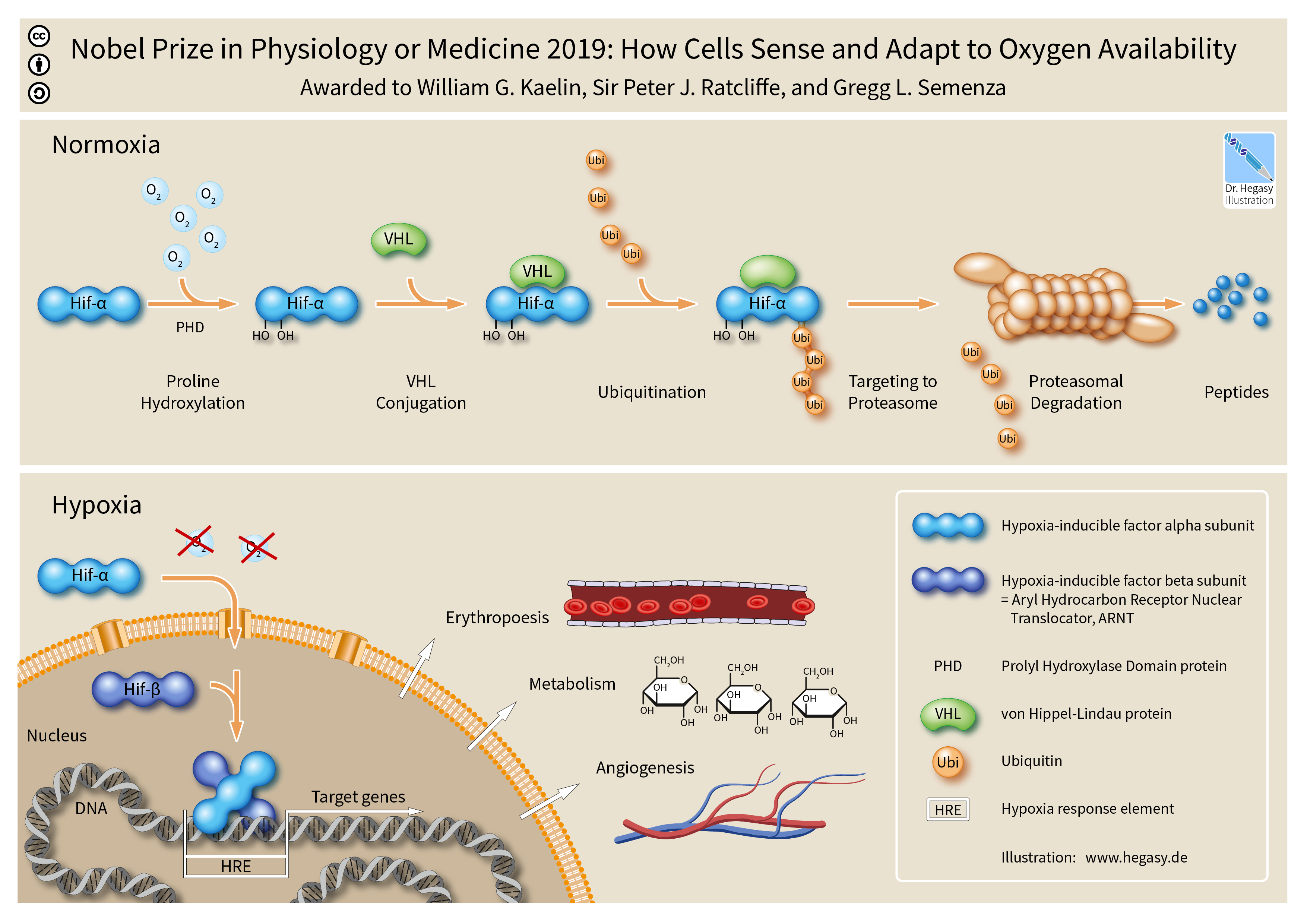
Illustratie van hoe cellen zich aanpassen aan de beschikbaarheid van zuurstof

Aansluitend op zijn post-doctoraat begon Kaelin onderzoek te doen naar het Von Hippel-Lindau (VHL) syndroom, waarbij patiënten overal in het lichaam spontaan tumoren krijgen. Van VHL-tumoren, veroorzaakt door een genmutatie, was bekend dat ze angiogeen waren en bloedvaten creëren die erytropoëtine (EPO) afscheiden, een hormoon die deel uitmaakt van het mechanisme van het lichaam om te reageren op hypoxie of lage zuurstofgehaltes in het bloed. Kaelin veronderstelde dat er een verband kon zijn tussen de vorming van VHL-tumoren en het tekort van het lichaam om zuurstof te detecteren.
Via onderzoek vond Kaelin dat in VHL-subjecten dat er genen zijn die de vorming van een eiwit tot expressie brachten dat cruciaal is in het EPO-proces, maar door de mutatie wordt onderdrukt. Het werk van Kaelin kwam overeen met dat van Radcliffe en Semenza, die onafhankelijk van elkaar een tweedelig eiwit, hypoxie-induceerbare factoren (HIF), hadden geïdentificeerd. HIF bleek essentieel te zijn in de productie van EPO en die actief wordt door zuurstofniveaus in het bloed. 
Uit het werk van Kaelin bleek dat het VHL-eiwit zou helpen bij het reguleren van HIF. Vooral bij personen waar VHL-eiwitten niet aanwezig zijn zorgt HIF voor een overproductie van EPO wat leidt tot kanker.
Het gecombineerde werk van Kaelin, Ratcliffe en Semenza identificeerde de manier hoe cellen zuurstofniveaus in het bloed detecteren en hierop reageren. Dit heeft geleid tot de ontwikkeling van geneesmiddelen om patiënten met bloedarmoede en nierfalen te helpen.
Voor hun werk bij het ophelderen van de rol van HIF-1 in waarnemen van zuurstof en de rol bij het overleven in lage zuurstofomstandigheden ontvingen Kaelin, Ratcliffe en Semenza in 2016 de Laskerprijs. In 2019 ontvingen dezelfde drie personen gezamenlijk ook de Nobelprijs voor Fysiologie of Geneeskunde.
1901: Behring · 
1902: Ross · 
1903: Finsen · 
1904: Pavlov · 
1905: Koch · 
1906: Golgi, Ramón y Cajal · 
1907: Laveran · 
1908: Mechnikov, Ehrlich · 
1909: Kocher · 
1910: Kossel · 
1911: Gullstrand · 
1912: Carrel · 
1913: Richet ·
1914: Bárány · 
1919: Bordet · 
1920: Krogh · 
1922: Hill, Meyerhof · 
1923: Banting, Macleod · 
1924: Einthoven ·
1926: Fibiger · 
1927: Wagner-Jauregg · 
1928: Nicolle · 
1929: Eijkman, Hopkins · 
1930: Landsteiner · 
1931: Warburg · 
1932: Sherrington, Adrian · 
1933: Morgan · 
1934: Whipple, Minot, Murphy · 
1935: Spemann · 
1936: Dale, Loewi · 
1937: Szent-Györgyi · 
1938: Heymans · 
1939: Domagk · 
1943: Dam, Doisy · 
1944: Erlanger, Gasser · 
1945: Fleming, Chain, Florey · 
1946: Muller · 
1947: C. Cori, G. Cori, Houssay · 
1948: Müller · 
1949: Hess, Moniz · 
1950: Kendall, Reichstein, Hench · 
1951: Theiler · 
1952: Waksman · 
1953: Krebs,Lipmann ·
1954: Enders, Weller, Robbins · 
1955: Theorell · 
1956: Cournand, Forssmann, Richards · 
1957: Bovet · 
1958: Beadle, Tatum, Lederberg · 
1959: Ochoa, Kornberg · 
1960: Burnet, Medawar · 
1961: Békésy · 
1962: Crick, Watson, Wilkins · 
1963: Eccles, Hodgkin, Huxley · 
1964: Bloch, Lynen · 
1965: Jacob, Lwoff, Monod · 
1966: Rous, Huggins · 
1967: Granit, Hartline, Wald · 
1968: Holley, Khorana, Nirenberg · 
1969: Delbrück, Hershey, Luria · 
1970: Katz, Euler, Axelrod · 
1971: Sutherland · 
1972: Edelman, Porter · 
1973: Frisch, Lorenz, Tinbergen · 
1974: Claude, De Duve, Palade · 
1975: Baltimore, Dulbecco, Temin ·
1976: Blumberg, Gajdusek · 
1977: Guillemin, Schally, Yalow · 
1978: Arber, Nathans, Smith · 
1979: Cormack, Hounsfield · 
1980: Benacerraf, Dausset, Snell · 
1981: Sperry, Hubel, Wiesel · 
1982: Bergström, Samuelsson, Vane · 
1983: McClintock · 
1984: Jerne, Köhler, Milstein · 
1985: Brown, Goldstein · 
1986: Cohen, Levi-Montalcini · 
1987: Tonegawa · 
1988: Black, Elion, Hitchings · 
1989: Bishop, Varmus · 
1990: Murray, Thomas · 
1991: Neher, Sakmann · 
1992: Fischer, Krebs · 
1993: Roberts, Sharp · 
1994: Gilman, Rodbell · 
1995: Lewis, Nüsslein-Volhard, Wieschaus · 
1996: Doherty, Zinkernagel · 
1997: Prusiner · 
1998: Furchgott, Ignarro, Murad · 
1999: Blobel · 
2000: Carlsson, Greengard, Kandel ·
2001: Hartwell, Hunt, Nurse · 
2002: Brenner, Horvitz, Sulston · 
2003: Lauterbur, Mansfield · 
2004: Axel, Buck · 
2005: Marshall, Warren ·
2006: Fire, Mello ·
2007: Capecchi, Smithies, Evans ·
2008: Zur Hausen, Barré–Sinoussi, Montagnier ·
2009: Blackburn, Greider, Szostak ·
2010: Edwards ·
2011: Beutler, Hoffmann, Steinman ·
2012: Gurdon, Yamanaka ·
2013: Rothman, Schekman, Südhof ·
2014: O'Keefe, Moser, Moser ·
2015: Campbell, Omura, Tu ·
2016: Osumi ·
2017: Hall, Rosbash, Young ·
2018: Allison, Honjo ·
2019: Kaelin, Ratcliffe, Semenza ·
2020: Alter, Houghton, Rice ·
2021: Julius, Patapoutian ·
2022: Pääbo ·
2023: Karikó, Weissman ·
2024: Ambros, Ruvkun